# Ивуа-ле-Пре
Ивуа́-ле-Пре (фр. Ivoy-le-Pré) — коммуна во Франции, находится в регионе Центр. Департамент — Шер. Входит в состав кантона Ла-Шапель-д’Анжийон. Округ коммуны — Вьерзон.
Код INSEE коммуны — 18115.

## География
Коммуна расположена приблизительно в 170 км к югу от Парижа, в 80 км юго-восточнее Орлеана, в 30 км к северу от Буржа.
По территории коммуны протекает река Малый Содр.

## Население
Население коммуны на 2008 год составляло 873 человека.
| 1962 | 1968 | 1975 | 1982 | 1990 | 1999 | 2008 |
| ---- | ---- | ---- | ---- | ---- | ---- | ---- |
| 895  | 1042 | 856  | 933  | 807  | 857  | 873  |

## Администрация
| Период | Период | Фамилия          | Партия                            | Примечания               |
| ------ | ------ | ---------------- | --------------------------------- | ------------------------ |
| 2001   | 2008   | Этьен Де Сапорта | Союз за французскую демократию    |                          |
| 2008   | 2014   | Давид Далуа      | Либерально-демократическая партия | член генерального совета |

## Экономика
В 2007 году среди 552 человек в трудоспособном возрасте (15-64 лет) 405 были экономически активными, 147 — неактивными (показатель активности — 73,4 %, в 1999 году было 66,1 %). Из 405 активных работали 359 человек (195 мужчин и 164 женщины), безработных было 46 (21 мужчина и 25 женщин). Среди 147 неактивных 33 человека были учениками или студентами, 61 — пенсионерами, 53 были неактивными по другим причинам.

## Достопримечательности
- Церковь Сент-Этьен (XIII век)
- Замок Ивуа (XVII век)
- Водяная мельница